# Giáo hoàng đối lập Alexanđê V

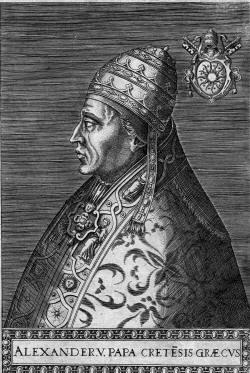
Giáo hoàng đối lập Alexander V

Alexander V (cũng được gọi là Peter Candia hoặc Peter Phillarges, khoảng 1339 - 03 tháng 5 năm 1410) là một Giáo hoàng đối lập trong thời kỳ ly khai phương Tây (1378-1417). Ông trị vì từ ngày 26 tháng 6 năm 1409 đến khi ông qua đời năm 1410. Giáo hội Công giáo Rôma chính thức coi ông như một Giáo hoàng đối lập.
Alexander V được sinh ra ở Crete (Candia) vào năm 1339 gốc Hy Lạp . Ông ban đầu được đặt tên là Philargos Petros, nhưng thường được biết đến bởi tiếng Ý của tên này, Pietro Philarges. Ông đã sớm gia nhập vào dòng Phanxicô, và được gửi đến học tại các trường đại học Oxford và Paris. Trong khi ông ở Paris thì sự ly khai phương Tây xảy ra; Philarges ủng hộ Giáo hoàng Urban VI (1378-1389). Ông định cư ở Lombardy. Nhờ sự ủng hộ của Giangaleazzo Visconti, Công tước xứ Milan, ông trở thành Giám mục đầu tiên của Piacenza (1386) sau đó Vicenza (1387), Novara (1389) và cuối cùng là Tổng Giám mục của Milan (1402).
Trong hội đồng hồng y bầu Giáo hoàng Innocent VII (1404-1406), ông đã cống hiến tất cả năng lực của mình vào mục đích tái hợp sự thống nhất của giáo hội. Ông là một trong những người khởi xướng công đồng Pisa và cho thấy sự thiếu thiện cảm với Giáo hoàng Gregory XII (1406-1415), người đã ra lệnh bãi miễn Philarges khỏi chức tổng Giám mục.
Tại công đồng Pisa (từ 25 tháng 3 năm 1409), sau khi cả Gregory và Benedict không đồng ý thoái vị, các hồng y đã đạt được sự nhất trí bầu chọn Philarges làm Giáo hoàng mới cho chiếc ghế mà họ cho rằng đang bỏ trống. Ông lên ngôi ngày 26 tháng 6 năm 1409 với tước hiệu Alexander V. Trên thực tế, ông trở thành vị Giáo hoàng thứ 3 song song tồn tại.
Trong 10 tháng cải trị của mình, mục đích của Alexander V là gia tăng sự vâng lời với triều đình Pháp. Đặc biệt là với công tác Louis II của Anjou, người đã trao cho ông quyền cai quản vương quốc Sicilia, sau khi rút nó khỏi sự cai trị của Ladislaus ở Napoli. Ông tuyên bố và hứa bằng miệng hơn là thực hiện các cải cách: từ bỏ "bổng lộc" và "lợi tức". Ông đã thiết lập lại những điều luật quy định việc bầu chọn trong nhà thờ và các tu viện.
Alexander V đột ngột qua đời trong khi ông đang ở cùng với Hồng y Baldassare Cossa tại Bologna, vào đêm 3-4 tháng 5 năm 1410. Thi hài của ông được đặt trong nhà thờ Thánh Phanxicô tại Bologna. Có tin đồn (mặc dù bây giờ được coi là không chính xác) lan truyền rằng ông đã bị đầu độc bởi Cossa, người kế vị ông, tức Giáo hoàng đối lập Gioan XXIII (1410-1415). Công đồng Constance năm 1418 đã phủ nhận giá trị của công đồng Pisa và coi ông là một "ngụy Giáo hoàng".